# رابرت اف. بویل
رابرت اف. بویل (انگلیسی: Robert F. Boyle؛ ۱۰ اکتبر ۱۹۰۹ – ۱ اوت ۲۰۱۰) کارگردان هنری اهل ایالات متحده آمریکا بود. وی بین سال‌های ۱۹۳۳ تا ۲۰۱۰ میلادی فعالیت می‌کرد.
وی دانش‌آموختهٔ دانشگاه کالیفرنیای جنوبی (USC) در رشتهٔ معماری بود و در سال ۲۰۰۷ میلادی بابت یک عمر فعالیت هنری، برندهٔ جایزه اسکار افتخاری شد.

## گزیدهٔ آثار

### بازیگر
- کشته‌های زمستان (۱۹۷۹)

### کارگردان هنری
- در کمال خونسردی

### طراح تولید
- فرار از مرگ (۱۹۸۳)
- سرباز بنجامین (۱۹۸۰)
- کشته‌های زمستان (۱۹۷۹)
- ویولون‌زن روی بام (۱۹۷۱)